# Синсэн вака
Синсэн вака (или «Синсэн вакасю», 新撰和歌) — «новое собрание японских песен».
Вторая императорская поэтическая антология, составленная прославленным поэтом эпохи Хэйан Ки-но Цураюки в 930 году через 25 лет после первой антологии «Кокинвакасю» (или «Кокинсю»). Обе антологии были составлены по указу императора Дайго (899—930). В «Синсэн вака» вошли 360 песен, созданных японскими поэтами почти за 240 лет — с VIII века по 30-е годы X века.
В предисловии «Синсэн вака дзё» Ки-но Цураюки писал:
    Старые песни… Их душа глубока, и слова просты. Новые песни… Их слова — плод изощрённого ума, а душа — неглубока.
И потому отобрал я лишь песни тех поэтов, что жили во времена, начиная с правления государя Конин и кончая правлением государя Энтё: песни, в которых есть и цветы, и плоды. Эти песни — лучшие из лучших. Про них не скажешь, что там лишь цветистые образы купаются в фонтанах слов, когда воспевают они, певцы, весеннюю дымку и осеннюю луну, что лишь легкомысленные украшения высвечиваются словесной росою, когда обращаются они к красе цветов и голосам птиц. Все они, эти песни, могут двигать небом и землёю, волновать богов и духов умерших, побуждать к надлежащему поведению, вдохновлять к сыновней почтительности.
    С ними высшие могут учить низших, а низшие высмеивать высших. Поистине, хоть литература и выбирает красивые слова, но душа её предназначена наставлять. В своём собрании сочетал я вместе песни весны и осени, а песни лета поместил рядом с песнями зимы, попарно, чередуя их между собой. Так же и поздравительные песни с песнями скорби, песни разлуки с песнями странствий, песни любви с разными песнями.